# Фунт стерлінгів
Фунт сте́рлінгів, або британський фунт (англ. Pound sterling, British pound) — грошова одиниця Великої Британії. Поділяється на 100 пенсів (однина: пенні). Символ валюти: £ (лат. Libra — фунт), літерний код: GBP (Great Britain Pounds). В обігу перебувають банкноти в 1, 5, 10, 20, 50, 100 фунтів та монети в 1, 2, 5, 10, 20, 50 пенсів, 1, 2 фунти. Рідко зустрічаються монети 25 пенсів і 5 фунтів. Центральний банк — Банк Англії.
Банки окремих територій у складі Великої Британії (три банки Шотландії: Банк Шотландії, Королівський банк Шотландії, Клайдсдейл банк; чотири банки Північної Ірландії: Банк Ірландії, Перший трастовий банк, Банк Ольстеру, Північний банк) випускають банкноти власного дизайну. Формально ці банкноти мають прийматися всіма банками Великої Британії, проте на практиці трапляються випадки відмови.
Фунт стерлінгів як грошова одиниця метрополії, пов'язаний з грошовими одиницями британських заморських територій (гібралтарський фунт, фолклендський фунт, фунт Святої Єлени), а також коронних володінь (гернсійський фунт, джерсійський фунт, фунт острова Мен), які відносяться до валюти метрополії за курсом 1:1.
Фунт стерлінгів сьогодні є однією з основних резервних валют та займає 4 місце у світі за обсягами торгівлі. Є також найстарішою валютою світу з тих, які використовують дотепер. Починаючи з XVIII і до початку XX століття британський фунт був основною резервною валютою в більшості країн світу.

## Символ

Символ фунта

Символом фунта є стилізоване написання латинської букви "L" — першої букви в слові libra (відповідник фунта), одиниці ваги у Стародавньому Римі. Історія цього символу походить з часів Римського завоювання Британії. Схожий символ був в італійської ліри, відмінність полягає лише в тому що символ ліри мав дві горизонтальні лінії поверх букви L а фунта одну.
Символ фунта зазвичай пишеться перед сумою, наприклад £200, без пробілу між символом і цифрами.

## Етимологія
Існує кілька версій походження назви фунт стерлінгів. Деякі джерела вважають, що назва з'явилася в XII столітті і спочатку означала буквально «фунт чистого срібла». Це пов'язано зі «стерлінгом» — стародавньою англійською срібною монетою. 240 монет мали вагу 1 тауерський фунт (5400 ґран, близько 350 грамів) або 1 тройський фунт (близько 373,24 грам). Великі покупки виражали в «фунтах стерлінгів». З іншого боку, це був спосіб перевірки повноваговості монет: якщо вага 240 монет не дорівнювала 1 фунту, монети могли бути фальшивими або занадто зношеними.
1955 року Оксфордський словник англійської мови запропонував версію, згідно з якою назва стерлінг датується близько 1300 року і походить від побутової назви срібного норманського пенні, на якому карбували маленькі зірочки (староанглійською: steorling).
Найпоширеніша теорія Волтера Пінчебека (Walter de Pinchebek), згідно з якою раніше використовували назву «Easterling Silver» (срібло зі східних земель), яка позначала характерний сплав срібла 925 проби, з якого виготовляли монети в північній Німеччині. Цю область з п'яти міст англійці називали «Істерлінг», в XII столітті вона увійшла до складу Ганзейського союзу. Цей район мав у Лондоні своє представництво, вів активну торгівлю з Англією, оплачуючи товари місцевими монетами, які мали високу якість і твердість (чисте срібло дуже м'яке і швидко стирається). Король Генріх II починаючи з 1158 року зробив подібний сплав стандартом для монет Англії. Поступово в мові назва сплаву скоротилася до «Sterling Silver» і стала еквівалентом «монетне срібло». Назва остаточно закріплюється за грошовою одиницею з 1694 року, коли Банк Англії вперше починає випуск банкнот.
В сучасній англійській мові для позначення грошей Великої Британії вживається слово фунт (англ. pound, наприклад, This car costs 10,000 pounds). Для відмінності британської валюти від однойменних валют інших країн в офіційних документах використовують повну форму фунт стерлінгів (англ. pound sterling). В біржовій практиці набула поширення назва стерлінг (англ. sterling, наприклад, The dealer bought sterling and sold US dollars). У менш офіційних текстах зустрічається термін британський фунт (англ. British pound). У розмовному стилі вживають слово англ. quid, походження якого вбачають в латинській фразі «Quid pro Quo».

## Історія

### Система числення
До 1971 року співвідношення між грошовими одиницями були такі:
| 1 Подвійний соверен | Золота монета вартістю: 2 фунта стерлінгів чи два соверена, чотири півсоверена, 8 крон, 40 шилінгів, 120 гроутів або 480 пенсів |
| 1 гінея             | 21 шилінг або 252 пенси. З 1816 року карбування гінеї припинено, її місце у обігу зайняв соверен.                               |
| 1 фунт стерлінгів   | 4 крони або 20 шилінгів або 60 гроутів або 240 пенсів                                                                           |
| 1 Соверен           | Золота монета вартістю 1 фунт стерлінгів                                                                                        |
| 1 Півсоверена       | Золота монета вартістю 1/2 фунта стерлінгів (чи соверена), 2 крони або 10 шилінгів або 30 гроутів або 120 пенсів                |
| 1 крона             | 5 шилінгів |
| 1 півкрона          | 2,5 шилінга |
| 1 флорин            | 2 шилінги |
| 1 шилінг            | 3 гроути |
| 1 гроут             | 4 пенси |
| 1 пенні             | 2 півпенні або 4 фартинги |
| 1 пів пенні         | 2 фартинга |
| 1 фартинг           | 1/4 пенні |

З лютого 1971 року фунт приведений до десяткової системи, тобто 1 фунт = 100 пенсів.

### До 1900
Фунт стерлінгів є найстарішою валютою у світі з тих, які використовують донині.
Попередником сучасного фунта є англо-саксонський фунт, що перебував в обігу в англо-саксонській Англії приблизно з VIII століття до 1526. Він був еквівалентний одному фунту (міра ваги) срібла та поділявся на 20 шилінгів, які, в свою чергу, поділялися на 12 пенсів. Спершу пенси карбували з чистого срібла, але з 1158 королем Генріхом II введений стандарт сплаву, який складався з 92,5 % срібла. Дотепер цей сплав знаний як Стерлінгове срібло. В цей час також карбувалася монета фартинг, яка була рівна 1/4 пенні.

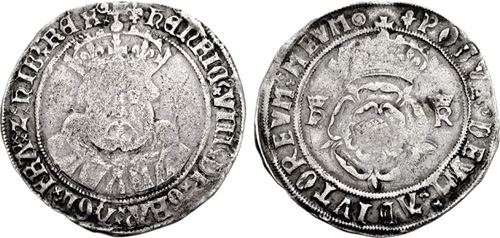
Фунт Генріха VIII

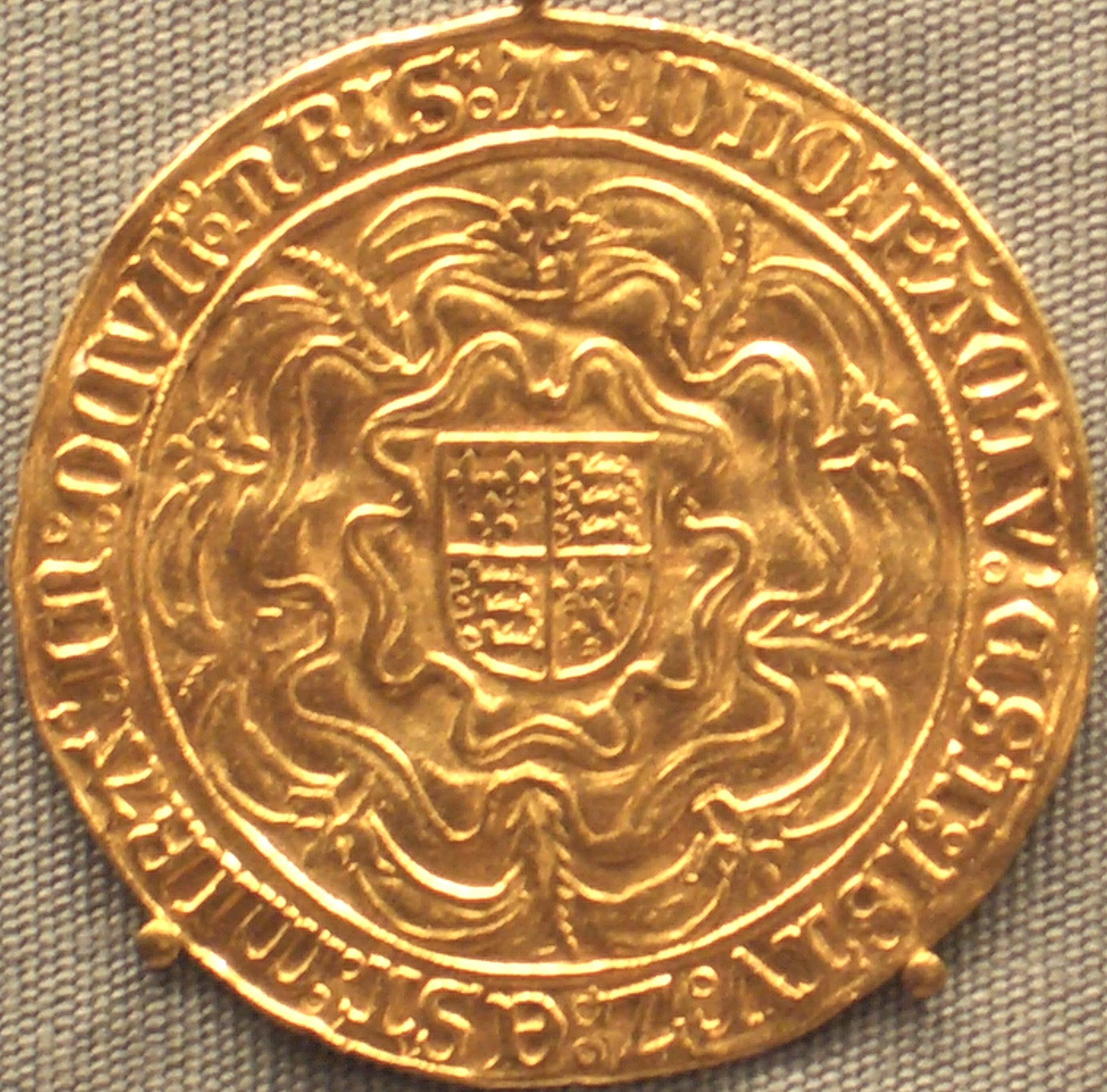
Соверен Єлизавети I

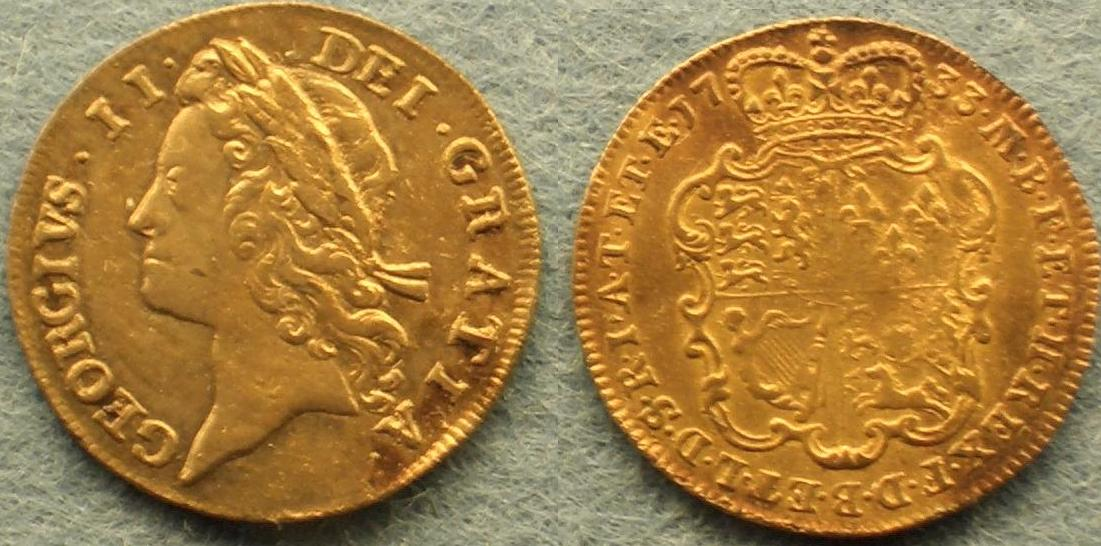
Гінея Георга II

У 1526 році, під час правління Генріха VIII, запроваджений тройський фунт, який поділявся на 12 унцій або 5 760 гран. З 1 тройського фунта стерлінгового срібла виготовлялися 60 монет шилінгів. Тройські унції досі використовують для зважування золота, срібла й інших дорогоцінних металів.
У 1663 стала карбуватися нова золота монета — Гінея, яка містила 22 карати золота. Спочатку за задумом вона мала дорівнювати одному фунту, але ріст вартості золота призвів до того, що ціна гінеї на ринку коливалася і доходила до 30, а потім і 20 шилінгів. Зрештою в 1771 введений фіксований курс на рівні 21 шилінгу. Фіксований курс гінеї призвів до втечі срібла з Британії водночас з припливом золота. Після переходу Британії на золотий стандарт в 1816 гінею припинили карбувати, замінивши золотим совереном.
У 1694 заснований Банк Англії який разом з Банком Шотландії (заснованим роком пізніше) став друкувати паперові банкноти. Шотландські фунти вперше почали карбувати при королі Давиді I (1124-1153). Спочатку монети карбувалися за зразком англійського фунта стерлінгів і складалися з 20 шилінгів чи 240 пенсів. З часом вартість шотландських монет відносно англійських зменшувалася і в 1603 зафіксована на рівні 12 шотландських фунтів за 1 фунт стерлінгів.
У 1707 Англійське королівство та Шотландське королівство об'єдналися в Королівство Великої Британії. Згідно Акту про унію шотландські фунти були вилучені з обігу та замінені на англійські фунти стерлінгів.
У 1801 Королівство Великої Британії об'єдналося з Ірландським королівством й утворилося Сполучене Королівство Великої Британії та Ірландії. Проте Ірландський фунт продовжував перебувати в обігу до січня 1826 і довгий час його вартість була зафіксована відносно фунта стерлінгів у співвідношенні 13 ірландських фунтів за 12 фунтів стерлінгів.
Крім Великої Британії, фунт стерлінгів перебував в обігу також в колоніальних землях Британської імперії, подекуди, разом з місцевими валютами. Наприклад, золотий суверен був законним платежем у Канаді, незважаючи на використання Канадського долара. Кілька колоній та домініонів прийняли фунт як свою власну валюту. До них належали Австралія, Барбадос, Британська Західна Африка, Кіпр, Фіджі, Ямайка, Нова Зеландія, Південна Африка та Південна Родезія. Разом вони формували так звану Стерлінгову зону. У стерлінгову зону не входили колонії в Північній Америці, де в обігу переважали іспанські монети.
У 1816 Банк Англії офіційно прийняв золотий стандарт. Стала карбуватися монета «Золотий суверен» який дорівнював одному фунту.
У XIX столітті британський фунт почали широко використовувати у різних країнах і він набув статусу основної резервної валюти у світі. До кінця XIX — початку XX століть золотий стандарт прийняли багато провідних країн світу і, як наслідок, між валютами встановився фіксований обмінний курс. Тоді один фунт стерлінгів дорівнював 4,85 Доларів США, 5,25 Канадських доларів, 12,10 Нідерландських гульденів, 26,28 Французьких франків (та інших еквівалентних валют в Латинському монетному союзі), 20,43 Німецьких марок та 24,02 Австро-угорських крон. Після Міжнародної монетарної конференції в Парижі у 1867, у Великій Британії обговорювалася можливість вступу в Латинський монетний союз, однак в підсумку було прийняте негативне рішення.

### Після 1900

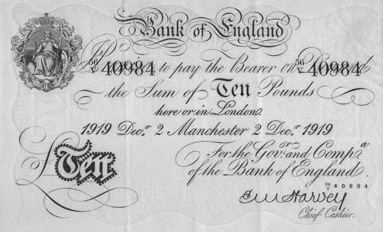
Банкнота 10 фунтів, випущена Банком Англії в 1919

Золотий стандарт призупинений в роки Першої світової війни (1914-1918). До війни Сполучене Королівство мало одну з найсильніших економік у світі, на неї припадало 40 % від усіх іноземних інвестицій у світі. Але після війни країна стала боржником, вона мала заборгованість у 850 млн фунтів, біля 40% яких припадало на США.
У 1925 була спроба відновити дію золотого стандарту, але тепер з обміном на золоті злитки, а не монети. Однак вона не була реалізована через настання Великої депресії, загальносвітової потужної економічної кризи, внаслідок якої фунт стерлінгів девальвував на 25 %.
У 1922 від Сполученого Королівства Великої Британії та Ірландії відділена Ірландська Вільна держава, яка відновила випуск Ірландського фунта з прив'язкою обмінного курсу до фунта стерлінгів.
У 1940, згідно з Угодою з США, вартість фунта стерлінгів була прив'язана до Долара США у співвідношенні £1 = $4,03. Цей курс існував протягом усієї Другої світової війни і став частиною Бреттон-Вудської системи, яка регулювала обмінні курси валют у післявоєнні роки. Під час війни нацисти проводили таємну спецоперацію «Бернгард», метою якої було підірвати економіку Великої Британії шляхом випуску в обіг великої кількості фальшивих банкнот фунта стерлінгів. У відповідь Банк Англії припинив друк нових банкнот, і після війни випустив зовсім нову їх серію.
Внаслідок постійного економічного тиску у післявоєнні роки, уряд Великої Британії 19 вересня 1949 девальвував фунт стерлінгів на 30,5 % до $2,80 за £1.
У 1961, 1964 та 1966 фунт піддавався новим атакам тиску на валютний курс через його продажі спекулянтами на користь долара. Урядом Гарольда Вільсона прийняті кроки на обмеження вивозу британської валюти за кордон фізичними особами у розмірах не більше 50 фунтів переказом або чеками та 15 фунтів готівкою. Ці обмеження діяли до 1979 року. 18 листопада 1967 фунт стерлінгів девальвований ще на 14,3 % до $2,40 за £1.

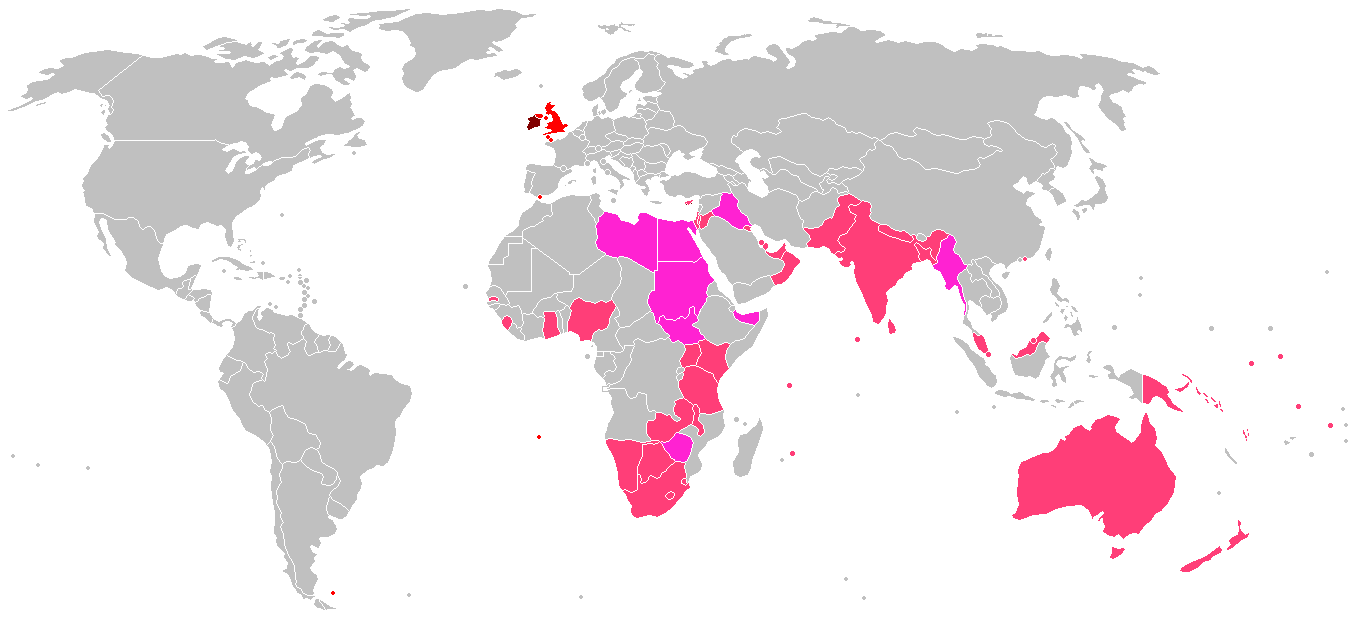
Стерлінгова зона Британської імперії

До 1970 у Великій Британії ціни номінувалися в фунтах, шилінгах і пенсах, з співвідношеннями 1 фунт = 20 шилінгів = 240 пенсів, до того ж, з різними, багатьом незрозумілими, написами на монетах та банкнотах. Це створювало багато незручностей. Так, наприклад, деякі ціни вказувалися ще в гінеях (одна гінея дорівнювала 21 шилінгу), хоча їх монети давно вийшли з обігу. Заклики до приведення фунта до десяткової системи числення лунали давно і вперше були зроблені ще в 1824 році Сером Джоном Вроттеслі, депутатом від Стаффордшира. Така реформа вже була проведена в деяких колоніях: в Гонконгу (в 1863-1866 рр.), Кіпрі (1955-1960) і на території Палестинського мандату (1926-1948). Зрештою таке рішення було прийняте й Урядом Великої Британії наприкінці 1966 року. Рішенням постановлялося що з 15 лютого 1971 фунт стерлінгів стане поділятися на 100 нових пенсів. Щоб відрізнити від колишніх пенсів, з 1971 по 1981 рік випускалися монети з написом «нові пенси» (new pence), після чого в обіг вийшли звичні сьогодні монети з написом «пенси» (однина: «пенні»).
З падінням Бреттон-Вудської системи фунт стерлінгів з серпня 1971 перейшов на плаваючий режим валютного курсу (пізніше закріплений як Ямайська валютна система). Цей перехід привів до деякого зміцнення фунта до $2,65 за £1 в березні 1972. Приблизно в цей час припинила своє існування Стерлінгова зона, коли головні його члени перейшли від фіксованого курсу своїх валют відносно фунта стерлінгів до плаваючого відносно фунта та долара.
В другій половині 1970-х Велика Британія зазнала великих економічних потрясінь, викликаних, зокрема, Нафтовою кризою 1973, що розігнала інфляцію до більш ніж 27 % у 1975 році. Фінансові ринки починали думати про переоціненість британської валюти і її неминуче падіння найближчим часом. Тодішній прем'єр Джеймс Каллаган прийняв програму кредитування від Міжнародного валютного фонду в обмін на запровадження болючих економічних реформ. Це стабілізувало ситуацію на деякий час і в 1979 році з приходом до влади консерваторів, які підтримували жорсткий курс, фунт стерлінгів зміцнів вище $2,40 за £1. Однак у 1981 прийшла глибока рецесія економіки, причиною якої, на думку багатьох, був завищений обмінний курс фунта. Після 1980 фунт стерлінгів став різко падати — до найнижчого за його історію рівня в $1,03 за £1 в березні 1985, після чого почав дещо відновлюватися і досяг $1,70 за £1 в грудні 1989.
8 жовтня 1990 року консервативний уряд Маргарет Тетчер вирішив приєднатися до Європейського механізму регулювання валютних курсів (ERM), за яким 1 фунт був встановлений на рівні 2,95 німецьких марок. Однак Банк Англії не зміг втримати курс фунта у валютному коридорі в рамках передбачених ERM і вийшов з системи 16 вересня 1992. Цей день отримав назву «Чорна середа», оскільки в цей день та в наступні тижні відбулося різке знецінення фунта стерлінгів до рівня 2,40 німецьких марок (-14,3 %) та 1,51 американських доларів (-25 %) за 1 фунт.
У 2006 та 2007 роках, Банк Англії на тлі зростання інфляції підвищував ставки що призвело до зміцнення фунта до 26-річного максимуму: $2,11 за £1 7 листопада 2007 року. Однак з початком світової фінансової кризи 2008 фунт стерлінгів зазнав різке падіння до $1,38 за £1 коли він поступався стабільнішим світовим валютам, якими вважають долар США та японська єна.
Ще одне значне падіння вартості фунта відбулося в 2016 році, до і після референдуму щодо членства Великої Британії в ЄС, на якому було проголосовано за вихід з Європейського Союзу. Тоді фунт стерлінгів впав з 1,30 до 1,12 євро за один фунт. Відносно долара США він впав з $1,46 до $1,22 за £1 — найнижчого рівня з 1985 року. Вихід Великої Британії з ЄС відбувся 31 січня 2020, перед цим фунт встиг протестувати нові мінімуми: €1,07 за £1 (29 серпня 2017) та $1,20 за £1 (3 вересня 2019). Після запровадження у 1999 році євро в 11 країнах ЄС, у Великій Британії неодноразово піднімалося питання про приєднання до Єврозони однак воно завжди було спірним серед політиків і ніколи не мало переважної підтримки в населення. За даними опитувань Євробарометр, найбільша підтримка переходу на євро серед британців була в 2002 та 2004 роках — 31 %, у 2012, під час Європейської боргової кризи, вона падала до 14 %. Велика Британія була однією з двох країн (разом з Данією) яка зберігала за собою право не приєднюватися до єврозони, усі інші члени ЄС зобов'язалися раніше чи пізніше перейти на євро.

## Банкноти

### Англії
Найпоширенішими в обігу є банкноти Банку Англії які є обов'язковими до прийому на всій території Сполученого Королівства. В таблиці перераховані усі банкноти які були випущенні Банком Англії в обіг починаючи з серії D (з 1970 року) — відколи існує десяткова система. На аверсі усіх банкнот, починаючи з серії C (1960) зображена королева Великої Британії — Єлизавета II. На реверсі — портрети історичних постатей. Після смерті Єлизавети II, 20 грудня 2022 Банком Англії був представлений портрет короля Чарльза III, який буде зображуватися на нових банкнотах. Банкноти з його портретом почнуть вводитися до середини 2024 року, і перебуватимуть в обігу разом з існуючими банкнотами з портретом Єлизавети II.
| Зображення           | Номінал | Розміри (мм) | Портрет на реверсі         | Випуск            | Вилучення         |
| Серія D              | Серія D | Серія D      | Серія D                    | Серія D           | Серія D           |
| -------------------- | ------- | ------------ | -------------------------- | ----------------- | ----------------- |
|                      | £1      | 135 × 67     | Ісаак Ньютон               | 9 лютого 1978     | 11 березня 1988   |
|                      | £5      | 145 × 78     | Артур Веллслі              | 11 листопада 1971 | 29 листопада 1991 |
|                      | £10     | 151 × 85     | Флоренс Найтінгейл         | 20 лютого 1975    | 20 травня 1994    |
|                      | £20     | 160 × 90     | Вільям Шекспір             | 9 липня 1970      | 19 травня 1993    |
|                      | £50     | 169 × 95     | Крістофер Рен              | 20 березня 1981   | 20 вересня 1996   |
| Серія E              |         |              |                            |                   |                   |
|                      | £5      | 135 × 70     | Джордж Стефенсон           | 7 червня 1990     | 21 листопада 2003 |
|                      | £10     | 142 × 75     | Чарлз Діккенс              | 29 квітня 1992    | 31 липня 2003     |
|                      | £20     | 149 × 80     | Майкл Фарадей              | 5 червня 1991     | 28 лютого 2001    |
|                      | £50     | 156 × 85     | Джон Гублон                | 20 квітня 1994    | 30 квітня 2014    |
| Серія E (перевипуск) |         |              |                            |                   |                   |
|                      | £5      | 135 × 70     | Елізабет Фрай              | 21 травня 2002    | 5 травня 2017     |
|                      | £10     | 142 × 75     | Чарлз Дарвін               | 7 листопада 2000  | 1 березня 2018    |
|                      | £20     | 149 × 80     | Едвард Елгар               | 22 червня 1999    | 30 червня 2010    |
| Серія F              |         |              |                            |                   |                   |
|                      | £20     | 149 × 80     | Адам Сміт                  | 13 березня 2007   | 30 вересня 2022   |
|                      | £50     | 156 × 85     | Метью Бултон і Джеймс Ватт | 2 листопада 2011  | 30 вересня 2022   |
| Серія G              |         |              |                            |                   |                   |
|                      | £5      | 125 × 65     | Вінстон Черчилль           | 13 вересня 2016   | в обігу           |
|                      | £10     | 132 × 69     | Джейн Остін                | 14 вересня 2017   | в обігу           |
|                      | £20     | 139 × 73     | Вільям Тернер              | 20 лютого 2020    | в обігу           |
|                      | £50     | 146 × 77     | Алан Тюрінг                | 23 червня 2021    | в обігу           |

### Шотландії та Північної Ірландії

Банкнота 100 фунтів Банку Шотландії (2007) з портретом Вальтера Скотта

В 1826 році у Великій Британії був прийнятий Акт (Country Bankers' Act oF 1826) яким скасовувалось право роздрібних банків на випуск своїх банкнот. Ці зміни були прийняті в Англії та Уельсі. Шотландія та Північна Ірландія за активної громадської кампанії, очолюваної зокрема Вальтером Скоттом (зараз його портрет поміщений на усіх банкнотах Банку Шотландії), домоглися припинення скасування своїх банкнот.
Банкноти Шотландії та Північної Ірландії є незвичайними насамперед тим що вони випускаються комерційними банками а не центральними. По-друге, вони не є всюди обов'язковими до прийому не тільки в Англії та Уельсі але навіть в самих Шотландії та Північній Ірландії. Вони не є валютами у повному розумінні цього слова, а скоріше векселями, цінними паперами які зобов'язуть установи що їх випустили виплатити зазначену кількість грошей власникам таких паперів.
За дозволами Королівської Скарбниці три банки Шотландії (Банк Шотландії, Королівський банк Шотландії, Клайдсдейл банк) та чотири банки Північної Ірландії (Банк Ірландії, Перший трастовий банк, Банк Ольстеру, Північний банк) мають право на випуск своїх банкнот.

## Монети
Після введення десяткової системи 15 лютого 1971 року, Фунт стерлінгів став ділитися на 100 (нових) пенсів (однина: пенні). З XVI століття до 1971 року Фунт поділявся на 20 шилінгів які своєю чергою поділялися на 12 (старих) пенсів. Тобто тоді один фунт складався з 240 (старих) пенсів.
Сьогодні карбуються монети таких номіналів: 
- 1 пенні;
- 2 пенси;
- 5 пенсів;
- 10 пенсів;
- 20 пенсів;
- 50 пенсів;
- 1 фунт;
- 2 фунти.

Раніше карбувалася монета номіналом 25 пенсів (до 1981 р.) яка сьогодні іноді може траплятися в обігу. Також іноді може траплятися випущена обмеженим тиражем сувенірна монета номіналом 5 фунтів.
З 1997 року періодично випускається серія платинових, золотих та срібних інвестиційних монет під назвою «Британія».
Усі монети карбуються на Королівському монетному дворі що у м. Ллантрісант (Ронта-Кінон-Тав, Уельс). В січні 2019, Велика Британія надала право також своїм заморським територіям і володінням карбувати монету номіналом £1 з власним унікальним дизайном на реверсі.
12 жовтня 2023 року Королівський монетний двір Великобританії презентував новий дизайн монет для обігу. Дизайн створений з використанням мотивів флори і фауни. На аверсі монет зображені: ліскулька (1 пенс), руда білка (2 пенси), гілочка дуба з жолудями (5 пенсів), глушець  (10 пенсів), іпатка (20 пенсів), атлантичний лосось (50 пенсів), бджоли (1 фунт) і чотири квіткових символи Великобританії: троянда, будяк, нарцис і конюшина (2 фунти). На реверсі всіх нових монет зображений король Великобританії Чарльз III. Попри випуск нових монет, попередній варіант, викарбуваний до 1971 року, залишатиметься в обігу.

## Фунт стерлінгів як світова резервна валюта
Фунт стерлінгів був основною резервною валютою у світі починаючи з XVIII і до початку XX століття, що зумовлювалося найпотужнішою на ті часи економікою та найбільшими колоніальними володіннями. Крім того фунт стерлінгів був єдиною валютою повністю підкріпленою золотом у часи золотого стандарту. Це домінуюче становище було втрачене внаслідок розпаду Британської імперії та Першої і Другої світових воєн які завдали великої шкоди економіці Великої Британії. На початок XXI століття, британський фунт разом з японською єною займає 3-4 місця у світі за обсягами торгівлі та часткою в іноземних валютних резервах центробанків різних країн. Також є однією з п'яти резервних валют Міжнародного валютного фонду. Велика Британія продовжує займати вагоме місце в глобальній фінансовій системі, а її столиця Лондон є найбільшим чи одним з двох найбільших (поряд з Нью-Йорком) фінансових центрів і бізнес-хабів у світі.
|                        | 2024 | 2023    | 2022    | 2021    | 2020    | 2019    | 2018    | 2017    | 2016    | 2015    | 2014    | 2013    | 2012    | 2011    | 2010    | 2009    | 2008    | 2007    | 2006    | 2005    | 2004    | 2003    | 2002    | 2001    | 2000    | 1999    | 1998    | 1997    | 1996    | 1995    | 1984   | 1983   | 1982   | 1980   | 1976   | 1972   | 1970   |
| Долар США              | 57,80 % | 58,42 % | 58,52 % | 58,80 % | 58,92 % | 60,75 % | 61,76 % | 62,73 % | 65,36 % | 65,75 % | 65,17 % | 61,28 % | 61,50 % | 62,69 % | 62,24 % | 62,15 % | 63,77 % | 63,87 % | 65,04 % | 66,51 % | 65,51 % | 65,45 % | 66,50 % | 71,51 % | 71,13 % | 71,01 % | 69,28 % | 65,10 % | 61,98 % | 58,96 % | 65,8 % | 68,5 % | 68,4 % | 67,2 % | 76,6 % | 78,6 % | 77,2 % |
| Євро                   | 19,83 % | 19,95 % | 20,37 % | 20,59 % | 21,29 % | 20,59 % | 20,67 % | 20,17 % | 19,14 % | 19,15 % | 21,21 % | 24,21 % | 24,07 % | 24,44 % | 25,76 % | 27,70 % | 26,21 % | 26,13 % | 24,99 % | 23,89 % | 24,68 % | 25,03 % | 23,65 % | 19,18 % | 18,29 % | 17,90 % |         |         |         |         |        |        |        |        |        |        |        |
| Німецька марка         | |         |         |         |         |         |         |         |         |         |         |         |         |         |         |         |         |         |         |         |         |         |         |         |         |         | 13,79 % | 14,48 % | 14,67 % | 15,75 % | 12,1 % | 11,2 % | 12,4 % | 14,8 % | 8,8 %  | 4,6 %  | 1,9 %  |
| Японська єна           | 5,82 % | 5,69 %  | 5,54 %  | 5,52 %  | 6,03 %  | 5,87 %  | 5,19 %  | 4,90 %  | 3,95 %  | 3,75 %  | 3,55 %  | 3,82 %  | 4,09 %  | 3,61 %  | 3,66 %  | 2,90 %  | 3,47 %  | 3,18 %  | 3,46 %  | 3,96 %  | 4,28 %  | 4,42 %  | 4,94 %  | 5,04 %  | 6,06 %  | 6,37 %  | 6,24 %  | 5,77 %  | 6,71 %  | 6,77 %  | 5,4 %  | 4,7 %  | 4,6 %  | 4,3 %  | 2,1 %  | 0,1 %  |        |
| Британський фунт       | 4,73 % | 4,86 %  | 4,90 %  | 4,81 %  | 4,73 %  | 4,64 %  | 4,43 %  | 4,54 %  | 4,35 %  | 4,72 %  | 3,70 %  | 3,99 %  | 4,04 %  | 3,84 %  | 3,94 %  | 4,25 %  | 4,22 %  | 4,82 %  | 4,52 %  | 3,75 %  | 3,49 %  | 2,86 %  | 2,92 %  | 2,70 %  | 2,75 %  | 2,89 %  | 2,66 %  | 2,58 %  | 2,68 %  | 2,11 %  | 2,8 %  | 2,6 %  | 2,4 %  | 2,9 %  | 1,9 %  | 7,1 %  | 10,4 % |
| Канадський долар       | 2,77 % | 2,59 %  | 2,39 %  | 2,38 %  | 2,08 %  | 1,86 %  | 1,84 %  | 2,03 %  | 1,94 %  | 1,78 %  | 1,75 %  | 1,83 %  | 1,43 %  |         |         |         |         |         |         |         |         |         |         |         |         |         |         |         |         |         |        |        |        |        |        |        |        |
| Китайський юань        | 2,18 % | 2,29 %  | 2,61 %  | 2,80 %  | 2,29 %  | 1,94 %  | 1,89 %  | 1,23 %  | 1,08 %  |         |         |         |         |         |         |         |         |         |         |         |         |         |         |         |         |         |         |         |         |         |        |        |        |        |        |        |        |
| Австралійський долар   | 2,06 % | 2,14 %  | 1,97 %  | 1,84 %  | 1,83 %  | 1,70 %  | 1,63 %  | 1,80 %  | 1,69 %  | 1,77 %  | 1,60 %  | 1,82 %  | 1,46 %  |         |         |         |         |         |         |         |         |         |         |         |         |         |         |         |         |         |        |        |        |        |        |        |        |
| Французький франк      | |         |         |         |         |         |         |         |         |         |         |         |         |         |         |         |         |         |         |         |         |         |         |         |         |         | 1,62 %  | 1,44 %  | 1,85 %  | 2,35 %  | 1,0 %  | 1,1 %  | 1,3 %  | 1,7 %  | 1,6 %  | 0,9 %  | 1,1 %  |
| Швейцарський франк     | 0,17 % | 0,19 %  | 0,23 %  | 0,17 %  | 0,17 %  | 0,15 %  | 0,14 %  | 0,18 %  | 0,16 %  | 0,27 %  | 0,24 %  | 0,27 %  | 0,21 %  | 0,08 %  | 0,13 %  | 0,12 %  | 0,14 %  | 0,16 %  | 0,17 %  | 0,15 %  | 0,17 %  | 0,23 %  | 0,41 %  | 0,25 %  | 0,27 %  | 0,23 %  | 0,33 %  | 0,35 %  | 0,30 %  | 0,33 %  | 2,0 %  | 2,3 %  | 2,7 %  | 3,2 %  | 2,2 %  | 1,0 %  | 0,7 %  |
| Нідерландський гульден | |         |         |         |         |         |         |         |         |         |         |         |         |         |         |         |         |         |         |         |         |         |         |         |         |         | 0,27 %  | 0,35 %  | 0,24 %  | 0,32 %  |        |        |        |        |        |        |        |
| Інші                   | 4,64 % | 3,87 %  | 3,48 %  | 3,09 %  | 2,65 %  | 2,51 %  | 2,45 %  | 2,43 %  | 2,33 %  | 2,82 %  | 2,78 %  | 2,78 %  | 3,20 %  | 5,33 %  | 4,27 %  | 2,88 %  | 2,20 %  | 1,83 %  | 1,81 %  | 1,74 %  | 1,87 %  | 2,01 %  | 1,58 %  | 1,31 %  | 1,49 %  | 1,60 %  | 4,50 %  | 3,86 %  | 4,48 %  | 4,87 %  | 10,9 % | 9,6 %  | 8,2 %  | 5,9 %  | 6,8 %  | 7,7 %  | 8,7 %  |
|                        | Джерела: World Currency Composition of Official Foreign Exchange Reserves Міжнародний валютний фонд (1995-2024), The evolution of reserve currency diversification, December 1986 Банк міжнародних розрахунків (1970-1984) |         |         |         |         |         |         |         |         |         |         |         |         |         |         |         |         |         |         |         |         |         |         |         |         |         |         |         |         |         |        |        |        |        |        |        |        |

## Валютний курс
Від скасування Бреттон-Вудської валютної системи у 1971 і по сьогодні, Банк Англії використовує плаваючий режим валютного курсу фунта стерлінгів. Виняток становить тільки відрізок часу з жовтня 1990 до вересня 1992 року коли в рамках Європейського механізму регулювання валютних курсів (ERM) існувала прив'язка до європейської центральної грошової одиниці ЕКЮ.
Загалом, в другій половині XX та на початку XXI століть, британський фунт мав порівняно «м'який» валютний курс по відношенню до інших головних валют у світі. Так з 1960 по 2020 рік він ослаб відносно шведської крони на 23 %, австралійського долара на 29 %, канадського долара на 34 %, американського долара на 51 %, японської єни на 86 % та швейцарського франка на 90 %. Відносно євро з 1999 (коли він був запроваджений) по 2020 рік, фунт ослаб на 21 %. По відношенню до валют-попередників євро з 1960 по 1998 рік він зміцнів відносно італійської ліри на 58 % та іспанської песети на 40 % але ослаб відносно французького франка на 32 %, нідерландського гульдена на 70 % та німецької марки на 76 %.
З 1990 року найбільші падіння фунта стерлінгів були зафіксовані 16 вересня 1992 (в т.з. «Чорну середу», коли Банк Англії не зміг втримати курс фунта у валютному коридорі в рамках Європейського механізму регулювання валютних курсів), у 2008 (після початку світової фінансової кризи) та в 2016 році (до і після референдуму щодо членства Великої Британії в ЄС).
Станом на 16 липня 2025, валютний курс британського фунта (за даними МВФ, ЄЦБ та НБУ) становить 0,7459 фунта за 1 долар США (1,341 долара США за 1 фунт), 0,8654 фунта за 1 євро (1,155 євро за 1 фунт) та 0,01773 фунта за 1 гривню (56,39 гривень за 1 фунт).

Графік валютного курсу відносно долара США з 1990 року (к-сть доларів за один фунт)

Графік валютного курсу відносно євро з 1999 року (к-сть фунтів за одне євро)